# Galicea Mare
Galicea Mare è un comune della Romania di 4585 abitanti, ubicato nel distretto di Dolj, nella regione storica dell'Oltenia.